# Nyvænge
 Nyvænge  er en privat skov, der ligger i Midtsjælland ved Mørkøv mellem Holbæk og Jyderup.
Skoven hænger sammen ved flere andre skove Vedebjerg Skov, Hellede Skov, Orekrog Skov og Nørreskov, og er i dag et rekreativt område for borger i Mørkøv og omegn.
|  | Denne artikel om lokaliteten Nyvænge kan blive bedre, hvis der indsættes et (bedre) billede. Du kan hjælpe ved at afsøge Wikimedia Commons for et passende billede eller lægge et op på Wikimedia Commons med en af de tilladte licenser og indsætte det i artiklen. |

55°37′52″N 11°31′41″Ø / 55.631°N 11.528°Ø